# Звєрев Сергій Олексійович
Сергій Олексійович Звєрев (нар. 18 жовтня 1912, село Софронково Дем'янського повіту Новгородської губернії, тепер Дем'янського району Новгородської області, Російська Федерація — 17 грудня 1978, місто Москва) — радянський діяч, міністр оборонної промисловості СРСР. Депутат Верховної Ради СРСР 7—9-го скликань. Член ЦК КПРС у 1966—1978 роках. Доцент (1951). Герой Соціалістичної Праці (17.10.1972).

## Біографія
Народився в селянській родині. Після закінчення школи з 1930 року працював робітником-оптиком на Державному оптико-механічному заводі № 350 в Ленінграді.
У 1936 році закінчив Ленінградський інститут точної механіки і оптики.
У 1936 році — інженер-конструктор Державного оптичного інституту в Ленінграді. У 1936—1940 роках — інженер-конструктор, начальник технічного відділу, головний технолог Державного оптико-механічного заводу № 350 в Ленінграді.
У 1940—1941 роках — головний інженер заводу № 237 Народного комісаріату озброєння СРСР у місті Казані.
У 1941—1944 роках — головний інженер заводу № 297 Народного комісаріату озброєння СРСР у місті Йошкар-Ола.
Член ВКП(б) з 1942 року.
У жовтні 1944 — січні 1947 року — головний інженер — заступник директора заводу № 393 Народного комісаріату (Міністерства) озброєння СРСР в місті Красногорську Московської області.
У січні 1947 — березні 1952 року — головний інженер — заступник начальника 2-го Головного управління, у березні 1952 року — начальник 2-го Головного управління Міністерства озброєння СРСР.
У березні 1952 — березні 1953 року — заступник міністра озброєння СРСР — начальник 8-го Головного управління Міністерства озброєння СРСР.
У березні 1953 — березні 1954 року — начальник 8-го Головного управління Міністерства оборонної промисловості СРСР.
У березні 1954 — грудні 1957 року — заступник міністра оборонної промисловості СРСР.
У січні 1958 — грудні 1959 року — заступник, у грудні 1959 — березні 1963 року — 1-й заступник голови Державного комітету Ради міністрів СРСР з оборонної техніки.
13 березня 1963 — 2 березня 1965 року — голова Державного комітету з оборонної техніки СРСР — міністр СРСР.
2 березня 1965 — 17 грудня 1978 року — міністр оборонної промисловості СРСР.
За великі заслуги в розвитку промисловості і в зв'язку з 60-річчям від дня народження Указом Президії Верховної Ради СРСР («закритим») від 17 жовтня 1972 року Зверєву Сергію Олексійовичу присвоєно звання Героя Соціалістичної Праці з врученням ордена Леніна і золотої медалі «Серп і Молот».
Помер 17 грудня 1978 року. Похований на Новодівочому цвинтарі в Москві.

## Нагороди і звання
- Герой Соціалістичної Праці (17.10.1972)
- шість орденів Леніна (5.08.1944; 25.07.1958; 17.06.1961; 28.07.1966; 25.10.1971; 17.10.1972)
- орден Вітчизняної війни І ст. (16.09.1945)
- два ордени Трудового Червоного Прапора (6.12.1949; 20.04.1956)
- орден Червоної Зірки (3.06.1942)
- орден «Знак Пошани» (17.10.1962)
- медаль «За трудову доблесть» (16.01.1950)
- медалі
- Ленінська премія (1976)
- Державна премія СРСР (1971)